# Termatophylum
Termatophylum is een geslacht van wantsen uit de familie van de Miridae (Blindwantsen). Het geslacht werd voor het eerst wetenschappelijk beschreven door Odo Reuter in 1884.

## Soorten
Het genus bevat de volgende soorten:

- Termatophylum aeneum (Nakatani, 1997)
- Termatophylum ehsanae Linnavuori & Van Harten, 2002
- Termatophylum grande Reuter & Poppius, 1912
- Termatophylum hikosanum Miyamoto, 1965
- Termatophylum insigne Reuter, 1884
- Termatophylum melaleucae Cassis, 1995
- Termatophylum montanum Ren, 1983
- Termatophylum nigrum Poppius, 1910
- Termatophylum obscurum Reuter & Poppius, 1912
- Termatophylum ochraceum Reuter & Poppius, 1912
- Termatophylum orientale Poppius, 1915
- Termatophylum rhea Linnavuori, 1974
- Termatophylum turneri China, 1929
- Termatophylum weiri Cassis, 1995
- Termatophylum yunnanum Ren, 1983